# Fàrids
Els fàrids (Pharidae) són una família de mol·luscs bivalves de la superfamília Solenoidea. Els membres d'aquesta família es coneixen popularment amb el nom de navalles, (mànec de) ganivets, canyuts o canyetes, nom que comparteixen amb algunes espècies de la família Solenidae.

## Taxonomia
La família Pharidae inclou 72 espècies en quatre subfamílies:
- Subfamília Cultellinae Davies, 1935
- Subfamília Pharellinae Stoliczka, 1870
- Subfamília Pharinae H. Adams & A. Adams, 1856
- Subfamília Siliquinae Bronn, 1862